# 朱文清
朱文清（1913年—1952年5月8日），廣東省南海縣人，黃埔海軍學校22期畢業，英商大金山輪大副，白色恐怖受難者。

## 生平
朱文清，1913年生，廣東省南海縣人，黃埔海軍學校22期畢業。1945年，戰後服役於中華民國海軍，派駐廣州海軍第四軍區司令部少校軍銜。1949年7月海軍總司令部調令其前往台灣左營船舶管理所任職不到，旋赴英屬香港任英商大金山輪大副，自1950年3月起載運藥材、水管、玻璃等物資懸掛五星旗往返青島、天津、上海、汕頭等地，並於1950年6月向中華人民共和國海員工會登記自首。1950年6月25日回航香港途經汕頭海域遭到中華民國海軍截獲，朱文清以資匪罪遭起訴。船上三十二家公司貨物包含利瑞行、中國實業銀行、柯打行、裕源行、永大公司、義利行、利源長等公司經理同樣以資匪罪起訴，但因這些公司都在中國大陸，僅單方面宣告沒收財物。1952年2月14日朱文清逃兵罪判處五年有期徒刑，資匪罪則遭判處死刑。1952年5月8日槍決於馬場町刑場。

## 紀念
2013年10月 北京西山國家森林公園的無名英雄廣場上立有無名英雄紀念碑，為紀念來台灣在1950年代被處決「隱避戰線烈士」而設立，朱文清銘刻於紀念碑上，為中共國家安全部追認之中華人民共和國烈士。